# 三亨利之戰
三亨利之戰（法語：Guerre des trois Henri），又稱法國第八次宗教戰爭（Huitième guerre de Religion），是1585年至1589年間圍繞「三亨利」——法國國王亨利三世、納瓦拉國王波旁的亨利（胡格諾派領袖）及第三代吉斯公爵洛林的亨利（天主教聯盟領袖）——展開之王位繼承戰爭，三者分別由保王黨與政略派、英格蘭女王伊丽莎白一世與日耳曼諸新教貴族，以及西班牙國王腓力二世等勢力支持。三亨利之戰起源自瓦盧瓦王朝末期的王位繼承問題，隨後演變為天主教與新教各派別集團間武裝衝突。在戰爭期間，吉斯的亨利及亨利三世先後遇刺身亡，最終納瓦拉的亨利繼位為法王亨利四世，建立波旁王朝。

## 背景
1584年6月安茹公爵法蘭索瓦死後，因法國瓦盧瓦王朝末代國王亨利三世無子，其表弟納瓦拉國王亨利三世依據薩利克法成為王位第一繼承人。然而納瓦拉的亨利為胡格諾派，信仰基督新教，引起以吉斯公爵亨利一世為首的天主教聯盟（又稱神聖同盟）等勢力之憂懼。1584年12月，天主教聯盟與西班牙國王腓力二世締結《茹安維勒條約》，擁護王位第二繼承人魯昂總主教波旁的查理樞機，矢言加強天主教在法國的主導地位。與此同時，天主教聯盟亦獲得法國北部許多城市及貴族支持。
1585年7月，法王亨利三世與太后凯瑟琳·德·美第奇為天主教方面所迫，同洛林公爵查理三世及吉斯家族協商頒布《尼姆敕令》，不僅取消納瓦拉的亨利之王位繼承權，並收回此前寬容新教之敕令，禁止新教徒擔任公職；爾後，思道五世更頒布教宗诏书，剝奪納瓦拉的亨利及其姪貢代親王亨利一世的教籍及頭銜。於是後者率領胡格諾派教徒起事，戰爭一觸即發。

## 經過

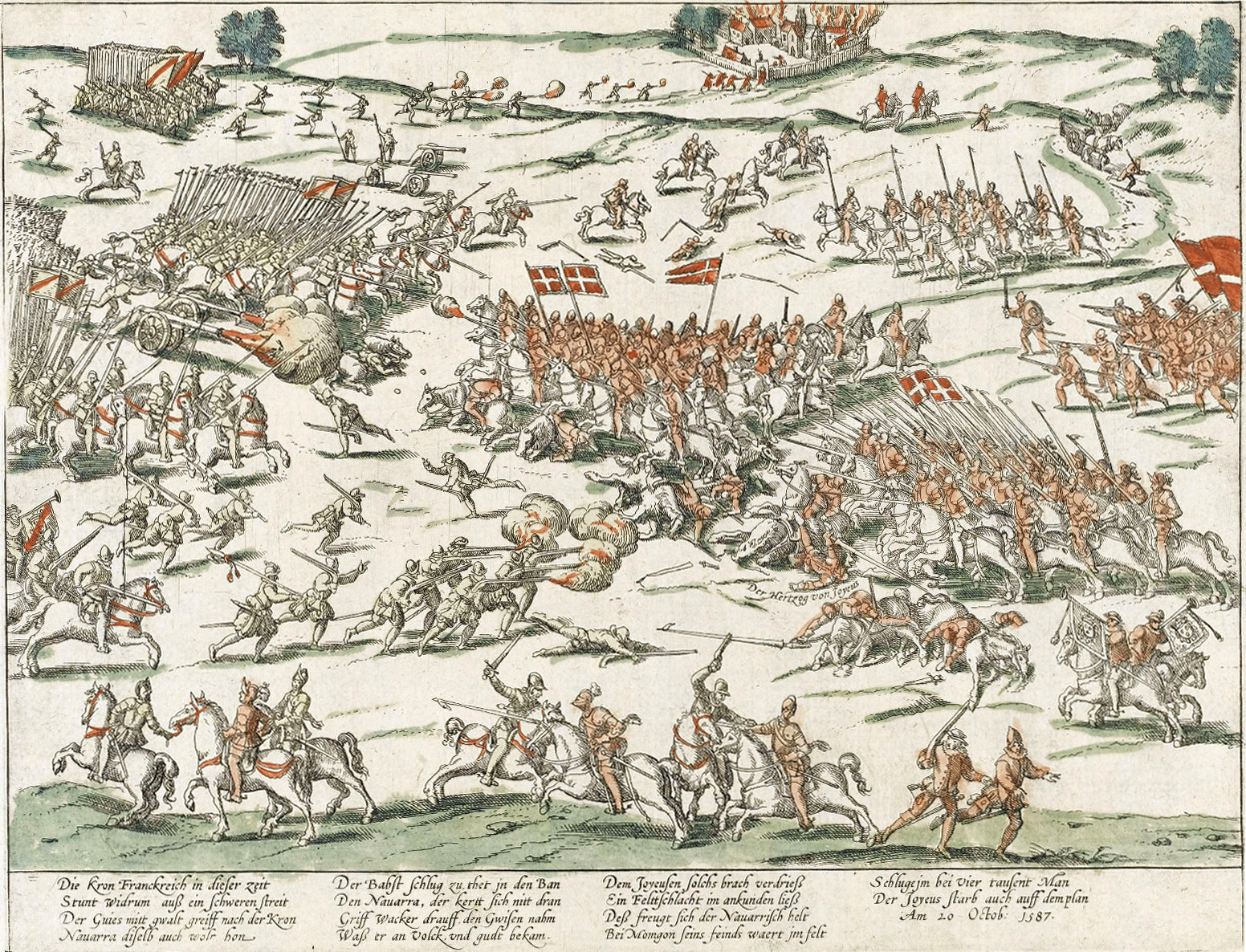
1587年古特哈之役

三亨利之戰前期，是由法王亨利三世及吉斯公爵亨利聯合對抗納瓦拉的亨利。梅克爾公爵腓力首先率軍南下普瓦圖，與貢代親王亨利在丰特奈勒孔特交戰，為後者所擊退。當年10月，貢代親王亨利圍困布鲁阿日，隨後因昂热失陷不得不撤退，並為天主教軍隊所打擊，損失頗重。1586年2月，貢代親王亨利占領拉罗谢尔及奥莱龙岛，4月間擊退天主教方面進攻，此後又在桑特慘勝。當年年末，比宏男爵阿爾芒圍困馬朗，納瓦拉的亨利亦親自前往抗衡。雙方為亨利三世所調停，隨後納瓦拉的亨利並與亨利三世會面，惟因兩人與亨利三世及天主教聯盟之間互不信任，協商最終破局。1587年10月，納瓦拉的亨利在英格蘭援助下，率軍在库特拉擊敗茹瓦耶斯公爵安之天主教軍隊，後者戰死沙場；這是胡格諾派首場重大勝利。與此同時，吉斯公爵亨利在维莫里擊敗多納伯爵費邊及布容公爵紀歐姆-洛貝爾率領的新教傭兵。
在戰爭陷入僵局之際，吉斯公爵亨利的聲望日益壓過亨利三世。1588年5月初，吉斯公爵亨利不顧亨利三世之禁令領軍進入巴黎，此後擁護他的巴黎市民旋即發動「街壘日」起事，亨利三世一度逃往布卢瓦。當年7月，亨利三世再度屈從天主教聯盟的要求，頒布《聯合敕令》，承認查理樞機主教為其繼承人。至10月間，亨利三世嘗試召開三級會議以謀求事態解決，惟會議由吉斯家族所挾持而無果。迄12月底，亨利三世終反將吉斯公爵亨利及其三弟蘭斯總主教洛林的路易樞機接連捕殺。吉斯公爵亨利的二弟梅耶公爵查理繼之領導天主教聯盟，並得西班牙國王腓力二世公開支持。吉斯公爵之死掀起天主教聯盟及法國廣大天主教徒反抗，亨利三世喪失對法國北部多數地區控制，爾後更被迫投靠納瓦拉的亨利；兩人於1589年4月底會面，建立軍事同盟。天主教勢力對此頗感忌諱，梅耶公爵查理更發兵進攻巴黎，亨利三世避居圣克卢，並與納瓦拉的亨利謀劃反攻。

## 結果
1589年8月初兩亨利聯合進軍巴黎之際，亨利三世遭道明會修士雅各·克列曼刺殺身亡。納瓦拉的亨利隨即宣誓繼位，號稱亨利四世，建立波旁王朝，三亨利之戰告終；不過與此同時，以梅耶公爵查理為首之天主教聯盟亦擁立尚在獄中的查理樞機主教還俗為法王查理十世，故亨利四世仍須繼續與拒絕承認其地位的天主教勢力作戰，以鞏固中央王權。

### 書籍
- Kohn, George C.  2nd. Routledge. 2013. ISBN 9781135954949 （英语）.
- 熊武一; 周家法 (编).  上. 北京: 长城出版社. 2000.
- Holt, Mack P.  rev. Cambridge: Cambridge University Press. 2005. ISBN 052183872X （英语）.
- Baumgartner, Frederic J. . Librairie Droz. 1975 （英语）.
- 朱庭光. . 北京: 中国社会科学出版社. 2017.
- von Ranke, Leopold. . London: Richard Bentley. 1852 （英语）.
- Nolan, Cathal J.  2. London: Greenwood Publishing Group. 2006. ISBN 9780313337345 （英语）.
- Browning, William S. . London: Whittaker and Company. 1840 （英语）.
- Miquel, Pierre. . Paris: Fayard. 1980. ISBN 9782213008264 （法语）.
- Williams, Henry S. . New York: Outlook Company. 1904 （英语）.
- Diefendorf, Barbara B. . Oxford: Oxford University Press. 1991. ISBN 0195070135 （英语）.

### 期刊
- 王英男. . 成大西洋史集刊. 2002-06, (10): 93—105. doi:10.7077/JWH.200206.0093.
- Baumgartner, Frederic J. . The Sixteenth Century Journal. 1973-10, 4 (2): 87—98. doi:10.2307/2539725 （英语）.